# Acalayong
Acalayong egy város a Muni torkolat mentén a Kogói negyedben, Egyenlítői-Guineában, 117 km-re Batától. Acalayong nem egy igazi turistaváros, időnként mégis rengeteg turista látogatja. 
Batáról és Mbiniről eljutni ide nagyon nehéz, mivel nyolc óráig tart az Acalayongba való utazás. A vasúti pálya elég szegényes, tulajdonképpen elnyelte a sűrű dzsungel, ami egyaránt elzárta az utat. Az utazás különösen hosszú lehet, és veszélyes a sok esős idő alatt, és különösen ajánlott a 4X4 kisebb járművel menni a gyenge és szinte használhatatlan úton. 

## Fordítás
- Ez a szócikk részben vagy egészben  az   Acalayong című angol Wikipédia-szócikk fordításán alapul.  Az eredeti cikk szerkesztőit annak laptörténete sorolja fel. Ez a jelzés csupán a megfogalmazás eredetét és a szerzői jogokat jelzi, nem szolgál a cikkben szereplő információk forrásmegjelöléseként.